# Corkscrew with Bayerncurve
Corkscrew with Bayerncurve (englisch für Korkenzieher mit Bayernkurve) ist die Bezeichnung eines Stahlachterbahnmodells des Herstellers Vekoma, welches erstmals 1979 ausgeliefert wurde.
Die Fahrt beginnt damit, dass der Zug einen 23 m hohen Kettenlifthill hinaufgezogen wird. Nach einer 180°-Kurve fährt der Zug die 21 m hohe erste Abfahrt hinab und beschleunigt dabei auf 64 km/h. Nach einer weiteren Rechtskurve durchfährt der Zug den doppelten Korkenzieher und erreicht nach einer Rechtskurve eine Blockbremse. Eine weitere Abfahrt führt in die namensgebende Bayernkurve. Schließlich erreicht der Zug die Endbremse.

## Standorte
| Achterbahn                           | Betreiber                                                   | Land                                    | Eröffnung                     | Schließung                |
| ------------------------------------ | ----------------------------------------------------------- | --------------------------------------- | ----------------------------- | ------------------------- |
| Apocalypse Corkscrew                 | Lunapark Flamingo Land Spanish City Amusement Park          | Frankreich Vereinigtes Königreich       | 22. Juni 2012 1983 1980–1981  | 2011 1980–1982            |
| Corkscrew                            | Alton Towers                                                | Vereinigtes Königreich                  | 4. April 1980                 | 9. November 2008          |
| Corkscrew Time Twister Super Spirale | Genting Theme Park Jolly Roger Amusement Park Traumlandpark | Malaysia Vereinigte Staaten Deutschland | 1994–1997 1987 September 1979 | 31. August 2013 1993 1986 |
| Corkscrew                            | Ital Park                                                   | Argentinien                             | 1981                          | 11. November 1990         |
| Corkscrew Screamer                   | Playland Boblo Island                                       | Kanada                                  | 1994 1985                     | 2018 1993                 |
| Star Mountain                        | Beto Carrero World                                          | Brasilien                               | 1993                          |                           |
| Super Manège                         | La Ronde                                                    | Kanada                                  | 1981                          | 25. August 2019           |
| Superwirbel                          | Holiday Park                                                | Deutschland                             | 1979                          | 31. Oktober 2013          |
| Tornado                              | Walibi Belgium                                              | Belgien                                 | 1979                          | 2002                      |

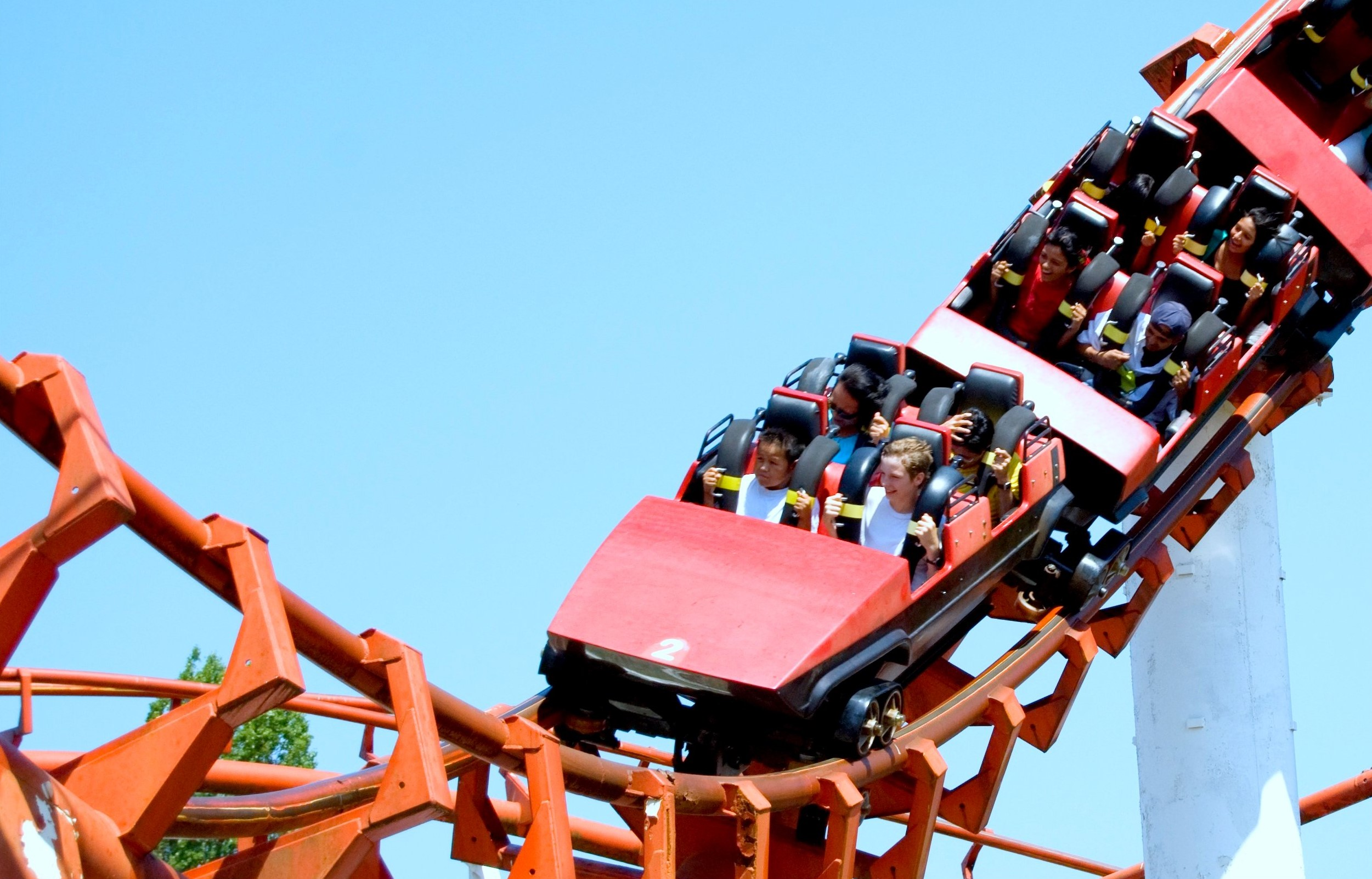
Corkscrew in Playland
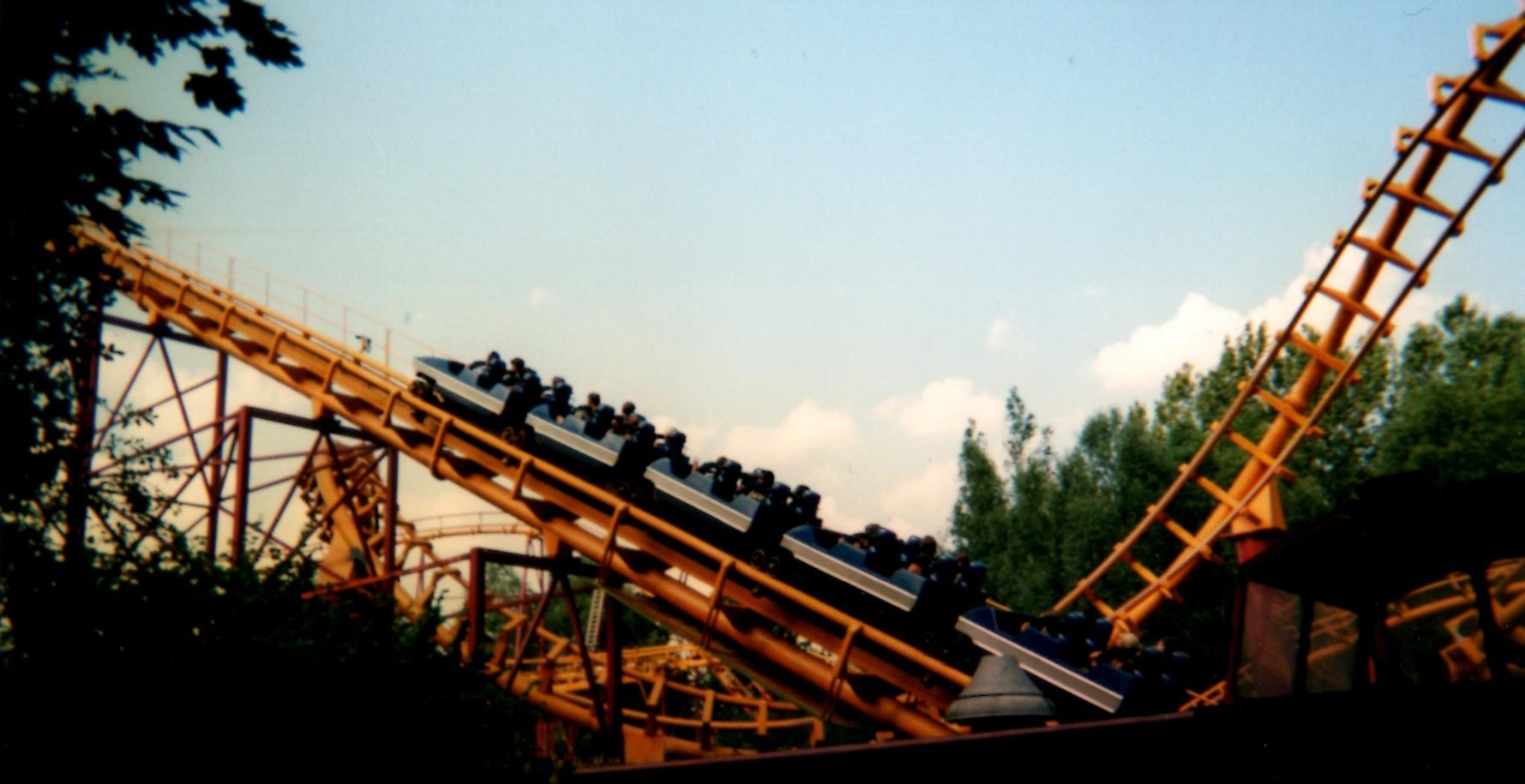
Tornado in Six Flags Belgium (heute Walibi Belgium)

## Trivia
- Die Achterbahn Corkscrew in Playland taucht im Film Final Destination 3 auf.